# Streptomyces filamentosus
Streptomyces filamentosus (en ocasiones llamado Streptomyces roseosporus, aunque no se recomienda este nombre) es una especie de bacteria grampositiva. Al igual que muchas otras especies de su género, produce antibióticos, en concreto la daptomicina en cultivos enriquecidos con ácido decanoico.

## Microbiología
Produce esporas, que se agrupan formando cadenas. Crece en medios con glucosa, arabinosa y xilosa. En el agar glicerol-asparagina genera colonias blancas o amarillas.